# Der Kronzeuge (1998)
Der Kronzeuge ist der 93-minütige Pilotfilm der deutsch-österreichischen Notfall- und Rettungsserie Medicopter 117 – Jedes Leben zählt. Die Erstausstrahlung erfolgte am 11. Januar 1998 auf RTL.
Der Film bildet den Beginn der Fernsehserie Medicopter 117 – Jedes Leben zählt, deren 81 Episoden in 7 Staffeln vom 12. Januar 1998 bis zum 28. Juni 2007 auf dem Sender RTL ausgestrahlt wurden.

## Handlung
Drei Einsätze erwartet die Rettungscrew von Medicopter 117. Zuerst sind ein LKW und ein PKW frontal in einander gerast und der LKW droht zu explodieren. Biggi, Gabi und Ralf müssen nun wirklich alles geben, um Schlimmeres zu verhindern. Danach ist Schichtwechsel und Thomas, Michael und Peter sind gefragt. Ein brennendes Schiff auf dem Chiemsee, an Bord zwei Männer und eine hochschwangere Frau, bei der die Wehen einsetzen, droht zu sinken.
Der letzte Einsatz ist für die Luftrettung, welche einen Kronzeugen zur Aussage gegen einen Mafiaboss vor Gericht fliegt. Ein Killerkommando nimmt in einem zweiten Helikopter die Verfolgung auf.

## DVD-Veröffentlichung
Der Pilotfilm erschien am 9. Oktober 2008 auf DVD.
Eine DVD-Box mit allen sieben Staffeln von Medicopter 117 und dem Pilotfilm erschien am 22. Oktober 2014.